# Fingal
Fingal (del irlandés: Fine Gall) significado "tribu extranjera", p.e. nórdicos) es un condado administrativo de la República de Irlanda, formado por parte del condado histórico de Dublín. El nombre original deriva del antiguo Gaélico Fionn Gall que significa "extranjeros justos", denotando a los nórdicos, mientras el sur del condado de Dublín era llamado Dubh Gall, denotando a los ocupantes daneses. Las versiones anglo-normandas tempranas del nombre incluyen los nombres similares de Fiehengall, Fynnegal, Fyngal and Finegal, que llevaron a la falta de identificación con Fine Gall.

## Historia
Fingal, según la epopeya céltica, es el salmón del saber, que el druida Fingol intenta pescar sin descanso. El día que lo pesca, su discípulo, y futuro rey de Irlanda Finn, es manchado por un chorro de grasa procedente del pescado, que se está asando. 
La primera identidad administrativa nombrada por una variante del nombre original fue el otorgamiento del Señorío de Fingal confirmado por cartas patentes del rey Juan a Walter de Lacy en 1208, y basado en la carta del padre del último, Hugo de Lacy que sostenía lo mismo en base de gran sargentería por sus servicios como administrador para el rey. El Señorío eventualmente acrecentó atributos vicecomitales y llevó al otorgamiento del primer vizcondado en Irlanda a un Preston, Lord Gormanston, el vizconde Premier de Irlanda, quien era el barón de Fyngal, y el mayor terrateniente en el área de la época, y un descendiente directo de Walter de Lacy. Ese Vizcondado fue nombrado por Gormanston ya que era la sede principal y Mansión de los Preston en la época, habiendo sido adquirido después el abandono de la Mansión de Fyngallestoun, aunque continuaron reteniendo el Señorío del último bajo reversión. El señorío es ahora con Francis Martin O'Donnell, Barón de Fyngal.
El condado de Fingal fue establecido el 1 de enero de 1994 con la división del Condado de Dublín en tres nuevos condados administrativos. Debido a la falla del gobierno para desarrollar una campaña de medios que coincidiera con el establecimiento del condado, poca gente está consciente de la idea del "Condado de Fingal" y por tanto ha sido referido generalmente como "Condado de Dublín Norte". Cubre el área costera al norte de la ciudad de Dublín junto al mar de Irlanda y al sur del río Delvin hasta el río Liffey, y está confinado por los condados de Meath, Kildare y Dublín Sur.
La cresta heráldica para Fingal lee "Flúirse Talaimh is Mara" que significa "Abundancia de Tierra y Agua". El lema refleja los fuertes lazos agrícolas y piscícolas asociados con el área. También presenta un barco vikingo, que representa la llegada de los nórdicos en Fingal, donde se integraron con los irlandeses existentes.
El área de Fingal, que ha sido reconocida en varios acontecimientos históricos a través de la Edad Media (más notablemente los anales de los cuatro maestros, alcanzó el estatus de condado a través del Acto de Gobierno Local (Dublín) de 1993 y más formalmente en el Acto de Gobierno Local de 2001. El Consejo del Condado de Fingal, la autoridad administrativa, heredaron las premisas del antiguo Consejo del Condado de Dublín en la Calle O'Connell, debido a qué no existían edificios apropiados dentro del condado en ese momento. Sin embargo, esto provocó la inusual situación de tener sus oficinas del consejo del condado significativamente fuera del condado, la calle O'Connell estando en el área del Consejo de la Ciudad de Dublín. En 2001, el consejo trasladó sus oficinas a un edificio nuevo en Swords.
Fingal es la principal región horticultural de Irlanda, produciendo el 50% del total vegetal nacional y 75% de la cosecha de invernadero que crecen en el país. Sin embargo, las áreas de producción están enfrentando gran presión de otros desarrollos y los pueblos rurales se están convirtiendo en dormitorios para la Ciudad de Dublín. El puerto de Howth es el puerto pesquero más grande de la costa este y el quinto más grande del país.
Por sí mismo Fingal es la quinta área de gobierno local más grande en Irlanda por población. El principal centro urbano de Fingal es Swords con otros importantes centros en Balbriggan, Blanchardstown, Castleknock, Howth, Malahide y Mulhuddart. El Instituto de Tecnología, Blanchardstown y el Aeropuerto Internacional de Dublín están ubicados dentro del condado.
Hasta abril de 2005, el Condado de Fingal está considerado parte del "Gran Área de Dublín".

## Pueblos y villas de Fingal
- Balbriggan, Baldoyle, Bayside, Blanchardstown
- Castleknock, Clonsilla
- Donabate
- Garristown
- Howth
- Lusk
- Malahide, Mulhuddart
- Naul
- Oldtown
- Portmarnock, Portrane
- Rush
- Rolestown (Rowlestown)
- Skerries, Swords, Sutton

## Consejo del Condado de Fingal
El Consejo del Condado de Fingal tiene 24 miembros elegidos directamente. Los miembros desde la elección local del 2004 son:
Laborista: 6
- Gerry McGuire*
- Tom Kellegher*
- Michael O'Donovan*
- Peter Coyle*
- Peggy Hamill*
- Ciaran Byrne*

Fine Gael: 5 
- Anne Devitt*
- Alan Farrell
- Joan Maher*
- Michael Joe Cosgrave*
- Leo Varadkar*

Fianna Fáil: 4
- Michael Kennedy*
- Margaret Richardson*
- Darragh O'Brien*
- Brenda Clifford

Verdes: 3
- Robert Kelly*
- David Healy
- Joe Corr

Partido Socialista: 2
- Clare Daly*
- Ruth Coppinger*

D.P.: 1
- Mags Murray

Sinn Féin: 1 
- Martin Christie

Independenties: 2
- David O’Connor*
- May McKeon

(* denotan consejeros que fueron reelegidos.)
John Tierney es el Administrador del Condado de Fingal.